# Gabbia toracica

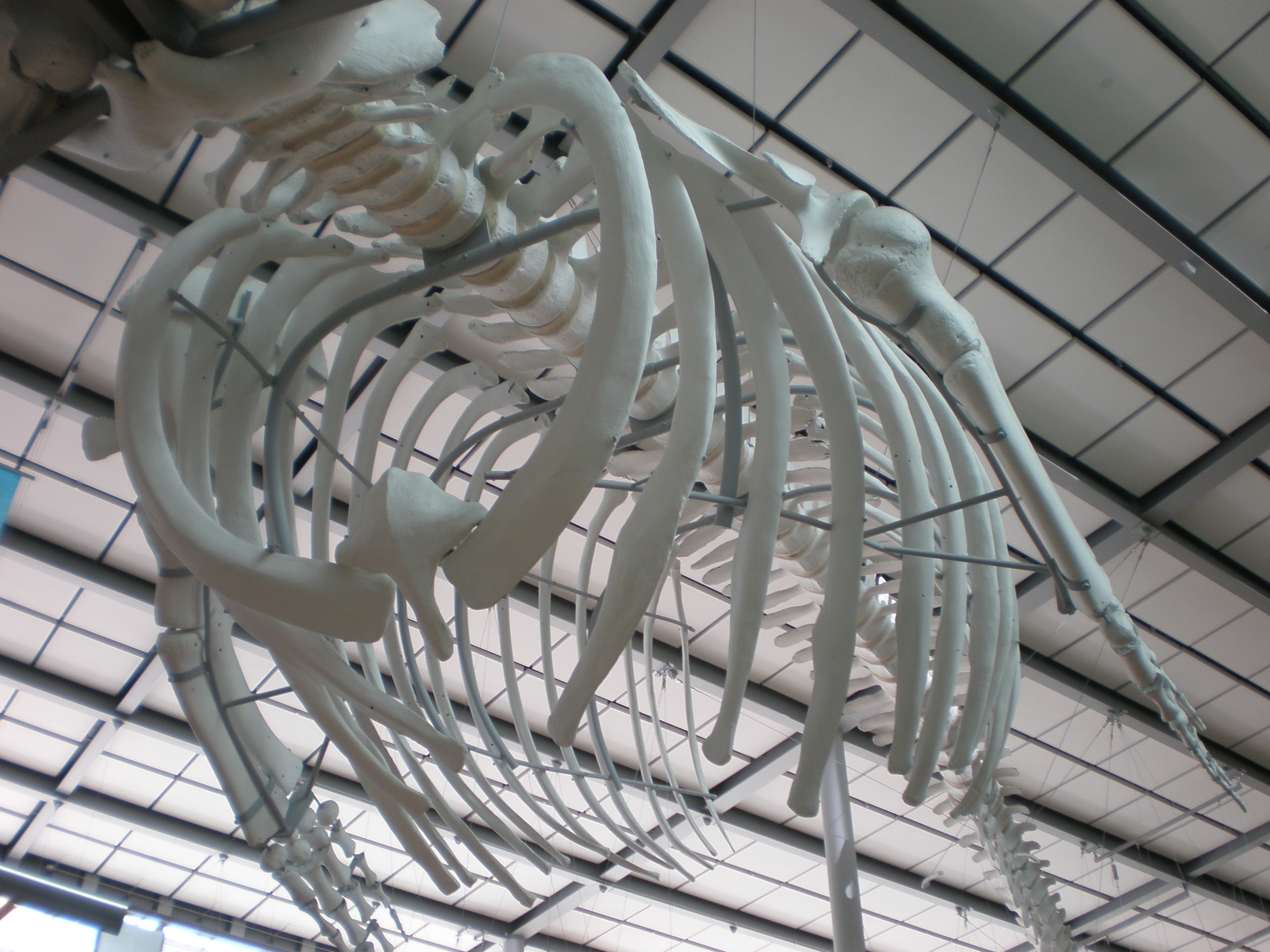
L'enorme gabbia toracica di un cetaceo, una balenottera azzurra

La gabbia o cassa toracica si trova nella metà anteriore del corpo dei vertebrati, nei tetrapodi tra collo e diaframma ed è costituita dallo sterno, dalle coste e dalle vertebre toraciche.
La gabbia toracica protegge meccanicamente fondamentali organi interni e in molte specie partecipa ai movimenti respiratori. Essa contiene al suo interno organi vitali quali cuore e polmoni. In essa sono inoltre contenute le porzioni toraciche dell'esofago, della trachea e dell'aorta.

## Nelle diverse classi di vertebrati

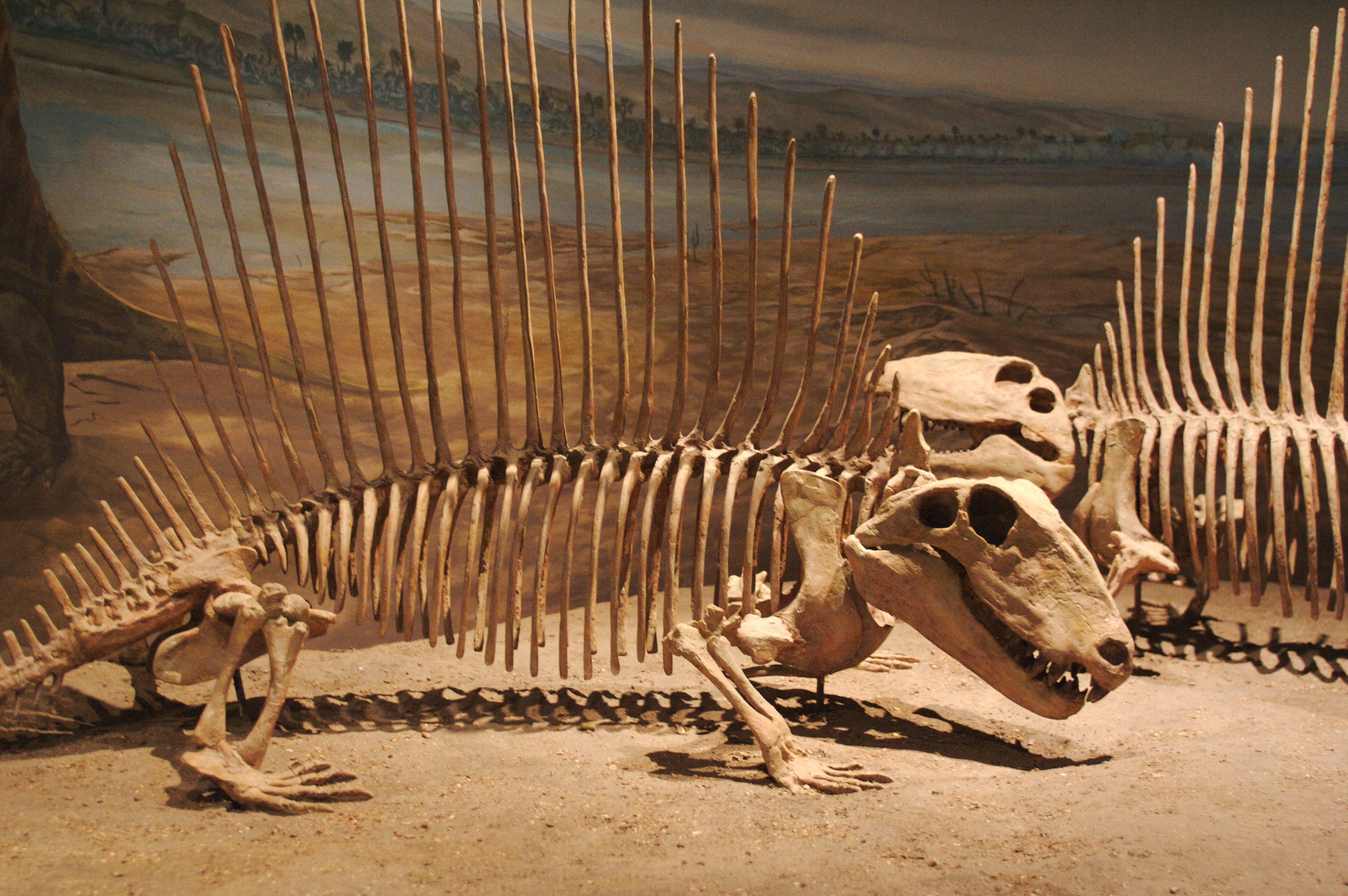
Nei dimetrodonti, come in molti rettili, la protezione delle costole si estende oltre la regione toracica, comprendendo tutto il settore colonnare compreso tra i due cinti, pelvico e scapolare, degli arti.

## Nei tetrapodi
La gabbia toracica ha un'anatomia piuttosto differenziata nelle diverse classi, potendo risultare praticamente assente, così come andare a costituire protezione specializzata, come nei cheloni.
Riferendosi ai soli tetrapodi può limitarsi al solo settore toracico, così come estendersi per l'intero sviluppo della colonna vertebrale, perdendo la connotazione toracica, come nello scheletro degli ofidi.

## Nell'uomo

una gabbia toracica umana

La gabbia toracica, delimitata inferiormente dal diaframma, è formata da dodici paia di coste articolate posteriormente con le dodici vertebre della regione dorsale, e dallo sterno, al quale le coste si uniscono anteriormente mediante cartilagine. 
Le prime sette coste dall'alto verso il basso, sono dette coste vere e si uniscono direttamente allo sterno, l'ottava, la nona e la decima sono coste spurie (o false) , raggiungono lo sterno tramite la cartilagine che va prima a formare un tratto comune e poi a legarsi allo sterno, mentre le ultime due paia non sono unite allo sterno, per tale motivo sono dette fluttuanti. 
Come in molti vertebrati superiori, nell'uomo la gabbia toracica affianca il diaframma nel partecipare ai movimenti respiratori.

### Patologia dell'uomo

#### Malformazioni
Fra le varie malformazioni umane congenite della gabbia toracica si ritrovano:
- Petto escavato
- Petto carenato
- Sindrome di Poland
- Schisi dello sterno
- Coste soprannumerarie, un maggior numero di coste rispetto al normale